# Gegê Chaia
George Frederico Torres Homem Chaia, meglio noto come Gegê Chaia (Rio de Janeiro, 8 marzo 1991), è un ex cestista brasiliano.

## Palmarès
- Novo Basquete Brasil: 1

Bauru: 2016-2017
- Coppa Intercontinentale: 1

Flamengo: 2014